# Плешанци
Плешанци (мкд. Плешанци) су насеље у Северној Македонији, у источном делу државе. Плешанци су у саставу општине Пробиштип.

## Географија
Плешанци су смештени у источном делу Северне Македоније. Од најближег града, Пробиштипа, насеље је удаљено 4 km западно.
Насеље Плешанци се налази у историјској области Злетово, на западном ободу Злетовске котлине. Западно од насеља издиже се планина Манговица. Надморска висина насеља је приближно 560 метара. Налази се у јужном подножју Црног врха (1200 м н/в), који је природна граница области Злетова и Кратова. 
Месна клима је умерено континентална.

## Становништво
Плешанци су према последњем попису из 2002. године имали 168 становника.
Претежно становништво у насељу су етнички Македонци (100%).
Већинска вероисповест месног становништва је православље.